# BicikeLJ

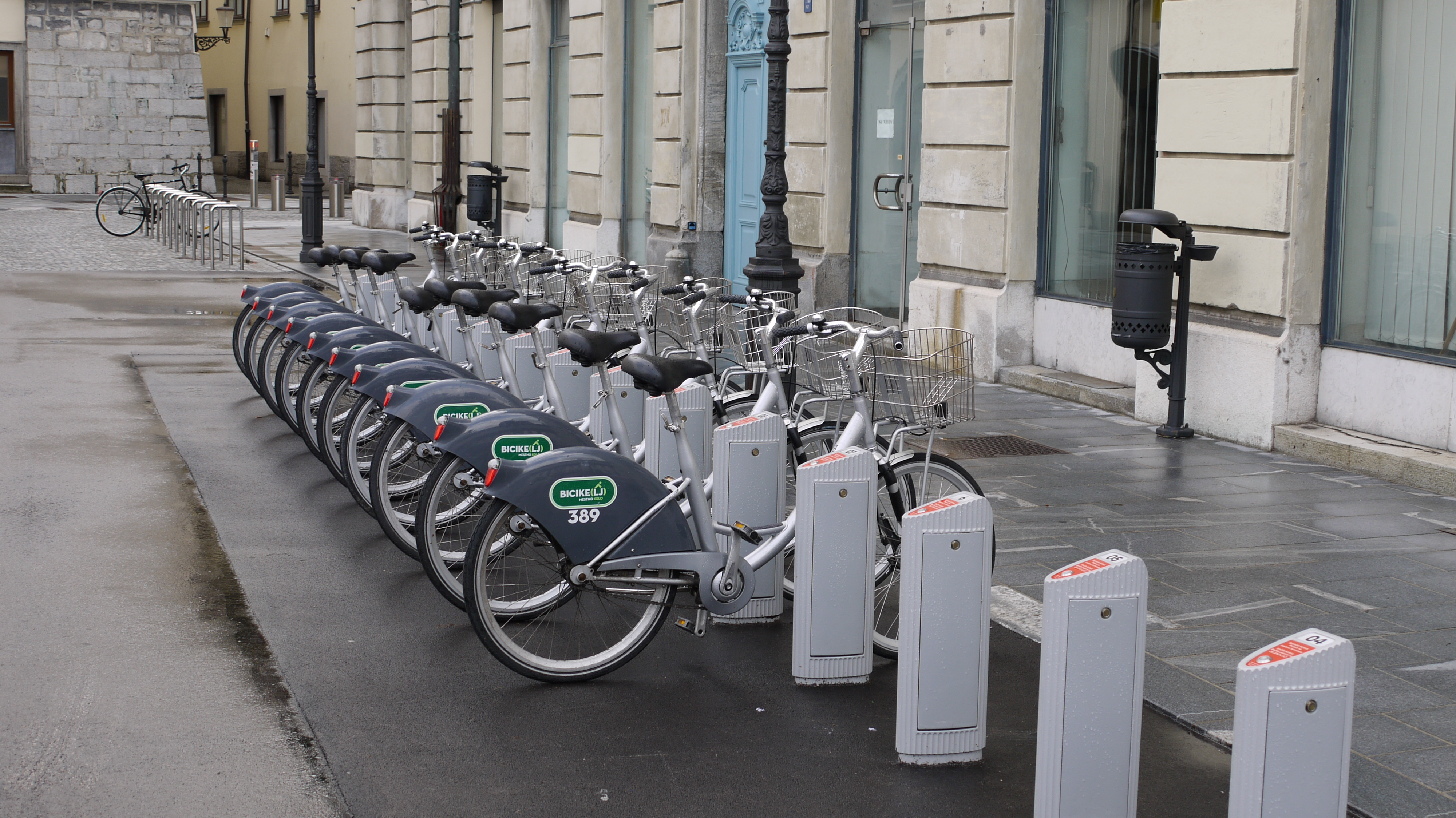
Una ciclostazione BicikeLJ

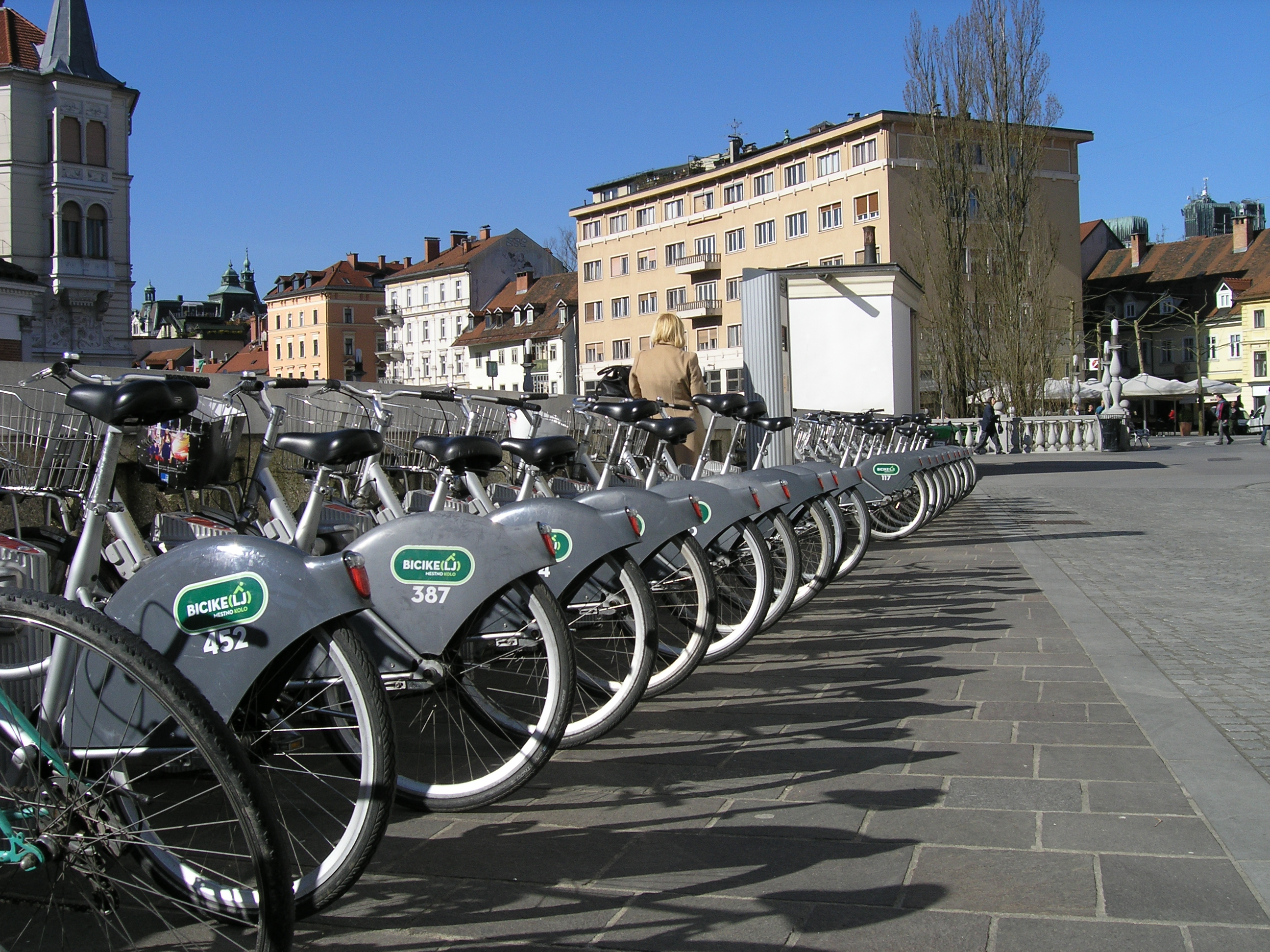
La ciclostazione di piazza Prešeren nel centro di Lubiana

BicikeLJ è il servizio di bike sharing della città di Lubiana. Attivato il 12 maggio 2011, è offerto come servizio pubblico dal comune ed è gestito in sinergia con Europlakat. Il sistema invece è stato messo a disposizione da JCDecaux.

## Storia
Il sistema di BicikeLJ consiste in 62 ciclostazioni, distanziate mediamente tra i 300 e i 500 m, equipaggiate con una flotta di 720 biciclette in totale. Le postazioni sono dotate di un terminale di noleggio che permette di bloccare e sbloccare circa una ventina di velocipedi. La prima ora del noleggio è gratuita; dopo i primi 60 minuti il costo orario del noleggio viene automaticamente addebitato sul conto corrente dell'utilizzatore. È possibile riutilizzare il servizio di nolo in maniera illimitata, con una pausa di 3 minuti da una corsa all'altra.
Il costo dell'abbonamento breve, rivolto soprattutto ai turisti, è di 1 € per una settimana. In caso di mancata restituzione del mezzo entro 24 ore dall'inizio del noleggio, viene addebitato all'utente il costo della cauzione pari a 350 €.

## Statistiche
Ad oggi le biciclette sono state noleggiate oltre 7 milioni di volte e nel 99% dei casi per una durata inferiore ai 60 minuti. Nel 2014 ciascuna delle 600 biciclette è stata noleggiata in media sei volte in un giorno e il 10% degli utilizzatori sono cittadini lubianesi. A metà giugno 2016 il numero dei noleggi è stato pari ad oltre 3 milioni ed il 98% non aveva superato l'ora di utilizzo. Il giorno con il maggior numero di corse è stato il 1º ottobre 2019 con 6336 utilizzi.
Si contavano 16.200 utenti registrati nel 2011, passati a 37.000 nel 2018 e 180.831 a luglio 2019 a 214.236 nel 2021.